# CKZZ-FM
Virgin 95.3FM (CKZZ-FM) ist ein kanadischer Radiosender aus Vancouver, British Columbia, Kanada. Es wird auf 95,3 MHz mit einer Leistung von 71.300 Watt von Mount Seymour aus gesendet. Der Sender versorgt die größere Umgebung von Vancouver. Die Studios des Senders befinden sich in Richmond. Das Sendeformat entspricht dem  Adult-Contemporary-Stil.

## Geschichte
Die kanadische Radio- und TV sowie Telekommunikationskommission (CRTC) schrieb die Frequenz 95.3FM in der größeren Vancouver region aus. Der Sender begann mit der Ausstrahlung am 23. Mai 1991 um 8 Uhr morgens und lief ohne jegliche Werbeunterbrechungen bis zum 27. Mai 1991. 1995 wurden die Sender (CKZZ) und (CISL) an Standard Radio verkauft. Die zuständige Behörde genehmigte den 18 Millionen $ Deal. Dies hatte zur Folge, dass der Sender sich vom Dancemusic distanzierte und das Sendeformat contemporary hit radio einführte, mit dem es möglich war die Zielgruppe der Zuhörer zwischen 14 und 29 Jahren anzusprechen. Im Jahr 2005 erfolgte eine weitere Änderung des Sendeformats und man führt die Top40 Senderbezeichnung ein.

## 95 Crave
Am 3. Juni 2007 kurz vor Mitternacht wurde der letzte Song von Kelly Clarkson, Walk away gesendet. Danach wurde das Top40 Sendeformat eingestellt. Zugleich startete das neue Format 95 Crave, welches mehr die rhythmic adult contemporary setzte. Im Oktober 2007 übernahm Astral Media den Sender. 95 Crave wurde bis zum 8. Januar 2009 von Astral Media weiterbetrieben, bevor das Sendeformat erneut gewechselt wurde.

## Virgin Radio
Seit dem 8. Januar 2009 nennt sich der Sender Virgin 95.3 und sendet seitdem aktuelle Hits im  Adult Contemporary Format, wie die Schwesterstationen in Toronto.

## Shows
- breakfast with Nat and Drew
- The Music Monkey with Jeff
- Taylor Jukes
- Perez Hilton
- Simone Grewal
- Ryan Seacrest